# الفقه على المذاهب الأربعة (كتاب، عبد الرحمن الجزيري)
الفقه على المذاهب الأربعة للجزيري كتاب يعد من أشهر الكتب المعاصرة التي تتناول الفقه على المذاهب الأربعة: الحنفي، والمالكي، والشافعي، والحنبلي. وصدر الجزء الأول منه سنة 1939، ولم يكمله مؤلفه إذ صدر كتاب الحدود من الجزء الخامس بعد وفاة المؤلف، وبقي من الكتاب: كتاب الوقف والقضاء والجهاد وغيرها، فلم يكتبها الجزيري.

## مقدمة
ألف هذا الكتاب عبد الرحمن الجزيري، وهو تطوير لكتاب الفقه على المذاهب الأربعة (قسم العبادات) التي أصدرته وزارة الأوقاف المصرية، مع إكماله ببقية أبواب الفقه. وهذا يحتاج لمعرفة الكتابين وإليك تفصيل ذلك فيما يلي.

## لمحة عن كتاب الفقه على المذاهب الأربعة (كتاب، وزارة الأوقاف المصرية)
هذا الكتاب قد ألف بعناية وزارة الأوقاف المصرية بناء على رغبة ملك مصر آنذاك الملك فؤاد الأول لوضع كتاب في العبادات على المذاهب الأربعة لتدريسه بالمساجد، وكان الملك قبل ذلك أمر بطباعة المصحف المسمى باسمه وهو أول مصحف اتّسم بالدقة والإتقان كما قاله علماء رسم المصاحف. والمصاحف التي أتت بعده حاكَته في ذلك.
وهذا الكتاب لا يحوي إلا قسم العبادات ولم يكن في الخطة إكمال بقية أبواب الفقه. بل كانت الرغبة أن يتبع بكتابين في العقائد والأخلاق الدينية.
وكان الجزيري أحد أعضاء لجنة كتاب الفقه على المذاهب الأربعة (كتاب، وزارة الأوقاف المصرية) في طبعته الأولى والثانية والثالثة.

## كتاب الفقه على المذاهب الأربعة للجزيري
أما كتاب الفقه على المذاهب الأربعة للجزيري فهو تطوير لكتاب الفقه على المذاهب الأربعة (قسم العبادات) التي أصدرته وزارة الأوقاف المصرية وإكماله ببقية أبواب الفقه.
فأما الجزء الأول فعدله بفصل المسائل الفقهية فيه بعناوين خاصة تميزها عما بعدها من المسائل وبالمبالغة في الإيضاح وبذكر كثير من حكمة التشريع وذكر أدلة المذاهب الأربعة.
وكان طبع جزئه الأول هذا سنة 1358 هـ الموافق 1939 في شركة فن الطباعة بالقاهرة. ولم يكن في نية الجزيري آنذاك إكمال بقية الأبواب الفقهية كما نص عليه في مقدمة الجزء الثاني.
لكنه عندما طبع الأجزاء الثاني والثالث والرابع في المعاملات والنكاح والطلاق في السنوات 1351 و1354 و1357 هـ لم يذكر حكمة التشريع والأدلة وعلله بأن مناقشة الأدلة يحتاج لدقة لا تتناسب مع تسهيل العبارات ووعد بتأليف كتاب مفرد للأدلة فيه سهولة في العبارة. وأما ذكر حكمة التشريع ففيه تطويل يعوق عن الحصول على الأحكام فذكَر أنه وضعها في الجزء الثاني من كتاب الأخلاق.
وأما الجزء الخامس فذكر أنه سيكون في الحدود والوقف والقضاء والجهاد وغيرها لكنه توفي قبل أن يكمله ولم تجد المكتبة التجارية الكبرى التي اشترت حقوق طبعه إلا كتاب الحدود فقط عند ورثته، لكن كان ينقصه التنسيق وبعض الحواشي والتعليقات فقام بذلك علي حسن العريض من علماء الأزهر، وطبعته سنة 1392 هـ.

## محتويات الكتاب
1. الجزء الأول: العبادات.
2. الجزئين الثاني: المعاملات.
3. الجزء الثالث: تتمة المعاملات.
4. الجزء الرابع: النكاح والطلاق.
5. الجزء الخامس : الحدود بتنسيق وتعليق علي حسن العريض.

وينقص من كتاب الفقه على المذاهب الأربعة: كتاب الوقف والقضاء والجهاد وغيرها، فلم يكتبها الجزيري.